# Martin Breuer
Martin Breuer (8 maart 1952) is een voormalig Nederlands voetballer. Hij speelde onder andere voor FC Den Bosch. Zijn zoon Michel is ook professioneel voetballer.

## Carrière
Breuer speelde tot 1973 bij Feyenoord maar brak niet door. Dat deed hij aansluitend wel bij FC Den Bosch.

### FC Den Bosch
In maart 1983 kreeg Breuer samen met nog een zestal spelers een nieuw contract aangeboden. Deze aanbieding werd echter afgewezen vanwege het financiële plaatje. De club had financiële problemen en wilde de spelers het minimumloon bieden. Alleen promotie naar de eredivisie zou voor een iets beter contract zorgen.
Hoewel de ploeg in het seizoen 82/83 promoveerde naar de eredivisie, was er geen plaats meer voor Breuer. De 31-jarige verdediger, die zes jaar bij FC Den Bosch speelde, raakte in het najaar van dat seizoen uit de gratie bij FC Den Bosch en kwam nadien nog maar sporadisch aan bod : “Ik stop ermee. Ik ben geen type om terug te vechten. Jos van Herpen doet het trouwens goed”. Breuer koos ervoor om het volgende seizoen te gaan spelen voor de gelijknamige vierdeklasser in zijn woonplaats Haastrecht.

## Clubstatistieken
| seizoen   | club         | land      | competitie     | duels | goals |
| --------- | ------------ | --------- | -------------- | ----- | ----- |
| 1977/1978 | FC Den Bosch | Nederland | Eerste Divisie | 34    | 0     |
| 1978/1979 | FC Den Bosch | Nederland | Eerste Divisie | 37    | 4     |
| 1979/1980 | FC Den Bosch | Nederland | Eerste Divisie | 36    | 2     |
| 1980/1981 | FC Den Bosch | Nederland | Eerste Divisie | 44    | 2     |
| 1981/1982 | FC Den Bosch | Nederland | Eerste Divisie | 33    | 3     |
| 1982/1983 | FC Den Bosch | Nederland | Eerste Divisie | 12    | 0     |

Bron: FC Den Bosch.

## Erelijst
- Play-offwinnaar: 1983